# Yaha (huyện)
vutu.Yaha youtube
(tiếng Thái: ยะหา) là một huyện (amphoe) ở phía tây của tỉnh Yala, miền nam Thái Lan.

## Lịch sử
The area of Yaha được tách ra from Mueang Yala để thành lập huyện năm 1907.

## Địa lý
Các huyện giáp ranh (từ phía tây theo chiều kim đồng hồ) là: Kabang của tỉnh Yala, Saba Yoi của tỉnh Songkhla, Mueang Yala, Krong Pinang, Bannang Sata của tỉnh Yala và bang Kedah của Malaysia.

## Hành chính
Huyện này được chia thành 8 phó huyện (tambon), các đơn vị này lại được chia ra thành 48 làng (muban). Yaha là thị trấn (thesaban tambon) nằm trên một phần của tambon Yaha.
| STT. | Tên           | Tên Thái | Số làng | Dân số |  |
| ---- | ------------- | -------- | ------- | ------ |  |
| 1.   | Yaha          | ยะหา     | 8       | 13.252 |  |
| 2.   | La-ae         | ละแอ     | 6       | 3.778  |  |
| 3.   | Patae         | ปะแต     | 9       | 10.980 |  |
| 4.   | Baro          | บาโร๊ะ    | 7       | 7.961  |  |
| 6.   | Tachi         | ตาชี      | 6       | 1.939  |  |
| 7.   | Ba-ngoi Sinae | บาโงยซิแน | 6       | 6.849  |  |
| 8.   | Katong        | กาตอง    | 6       | 6.787  |  |

Các số 5 và 9 là các tambon nay tạo thành huyện Kabang.